# Ramal de Lima Duarte
| Eisenbahnstrecke Linha Central und Nebenstrecken |       |                                |                                |
| Streckenlänge: | 55 km |                                |                                |
| |       |                                |                                |
| \| \| \| EFCB - Linha do Centro \| \| \| \| 0,0 \| Benfica \| Benfica \| \| \| \| EFCB - Linha do Centro \| \| \| \| \| Igrejinha \| \| \| \| \| Penido \| \| \| \| \| Valadares \| \| \| \| \| Orvalho \| \| \| \| \| Manejo \| \| \| \| \| D. Vasconcelos \| \| \| \| 56,0 \| Lima Duarte (stillgelegt 1974) \| Lima Duarte (stillgelegt 1974) \| |       |                                |                                |
| Strecke von links |       | EFCB - Linha do Centro         | EFCB - Linha do Centro         |
| Bahnhof | 0,0   | Benfica                        | Benfica                        |
| Abzweig ehemals geradeaus und nach rechts |       | EFCB - Linha do Centro         | EFCB - Linha do Centro         |
| Bahnhof (Strecke außer Betrieb) |       | Igrejinha                      | Igrejinha                      |
| Bahnhof (Strecke außer Betrieb) |       | Penido                         | Penido                         |
| Bahnhof (Strecke außer Betrieb) |       | Valadares                      | Valadares                      |
| Bahnhof (Strecke außer Betrieb) |       | Orvalho                        | Orvalho                        |
| Bahnhof (Strecke außer Betrieb) |       | Manejo                         | Manejo                         |
| Bahnhof (Strecke außer Betrieb) |       | D. Vasconcelos                 | D. Vasconcelos                 |
| Kopfbahnhof Streckenende (Strecke außer Betrieb) | 56,0  | Lima Duarte (stillgelegt 1974) | Lima Duarte (stillgelegt 1974) |

Der Ramal de Lima Duarte ist eine historische Eisenbahnstrecke im Bundesstaat Minas Gerais in Brasilien. Er wurde als Anschlussgleis zur Bahnlinie EFCB - Linha do Centro für Estrada de Ferro Central do Brasil gebaut.

## Geschichte
Der Gleisanschluss von Lima Duarte wurde in den Jahren 1914 bis zu dem Ort Penido und 1924 bis Valadares fertiggestellt. Erst 1926 erhielt dieser Gleisanschluss die Verlängerung bis Lima Duarte mit einer Gesamtlänge von 56 km.  Der Gleisanschluss sollte noch bis Bom Jardim de Minas verlängert werden, wo man auf die Bahnlinie der RMV getroffen wäre. Zu dieser Verlängerung kam es aber nie. Inzwischen wurde dieser Gleisanschluss am 1. September 1974 völlig stillgelegt, während Reisezüge schon seit 1972 nicht mehr verkehrten.